# District de Quthing

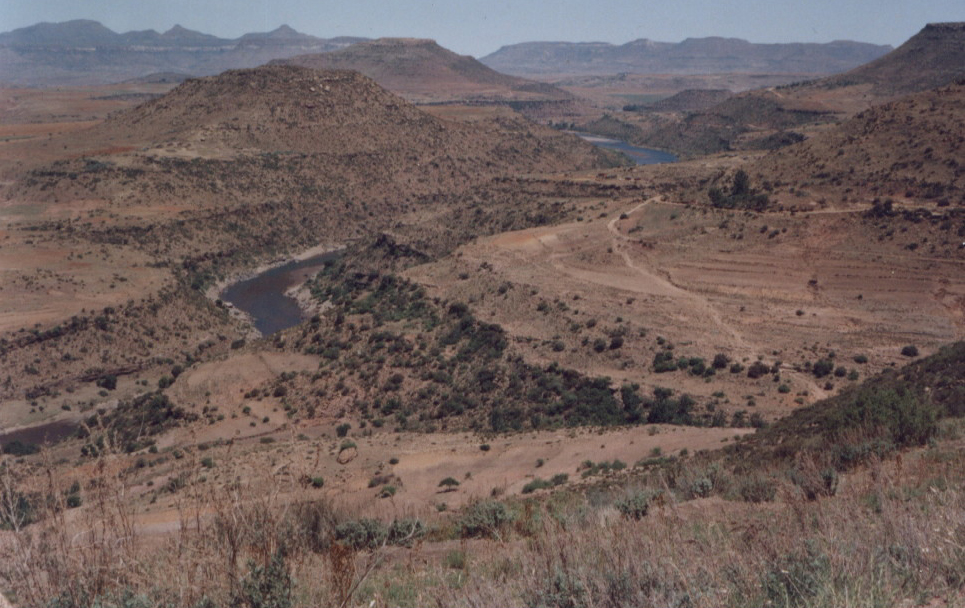
Quthing Senqu

Quthing est un district du Lesotho.